# ラインス・プリーバス

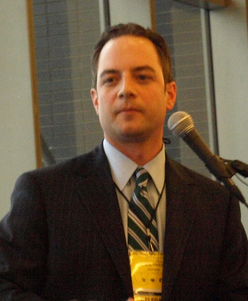
ラインス・プリーバス

ラインス・プリーバス（Reinhold Richard "Reince" Priebus、1972年3月18日 - ）は、アメリカ合衆国の弁護士、政治家。所属政党は共和党。2011年から2017年まで共和党全国委員長を、2017年にはドナルド・トランプ政権の大統領首席補佐官を務めた。妻はリサ・プリーバス、子供に長男ジャックと長女にグレースがいる。

## 来歴
ドイツ系とギリシャ系の血を引く両親の元、ニュージャージー州ドーバーで1972年3月18日に生まれ、その後、ニュージャージー州ネットコングで幼児期を過ごした。プリーバスが7歳になったときウィスコンシン州グリーンベイに転居した。高校時代の16歳の時に政治キャンペーンのボランティアとして働き、1990年にウィスコンシン州ケノーシャのトレンパー高校を卒業した。大学ではウィスコンシン大学ホワイトウォーター校（学生自治会の会長でもあった）で、英語と政治学を学び、1994年に学士号（BS）を取得した。そしてホワイトウォーター校卒業後はウィスコンシン州議会の教育委員会の為に立法の事務員として働いた。
その後、フロリダ州のマイアミ大学ロースクール(University of Miami School of Law）で、法学を学びながらウィスコンシン州控訴裁判所、ウィスコンシン州最高裁判所、フロリダ州南部地区連邦地方裁判所の事務員として働き、全米黒人地位向上協会法的擁護＆教育基金のインターンとして働いた。ロースクールを1998年に卒業し、法務博士の学位を取得した。卒業後はウィスコンシン州に戻り、州の弁護士資格を得た。
ミルウォーキーの企業の訴訟を専門とするマイケル・ベスト&フリードリッヒ LLP法律事務所に加わった。1999年に高校時代の恋人だったリサと結婚。ウィスコンシン州ケノーシャ郡の共和党委員長として勤め、2004年に若手共和党候補としてウィスコンシン州での上院に出馬したが、現職の民主党候補ロバート・ウィッチに52%対48%で敗北してしまう。しかし2007年に38歳と言う若さで共和党のウィスコンシン州委員長として選出された。
2009年にマイケル・スティールが共和党全国委員長に就任した時、スティールは共和党の顧問弁護士として盟友のプリーバスに仕事を与えた。スティールが失言するなど一部の共和党議員内から批判されていたが、プリーバスは他の共和党議員と友にスティール委員長との関係を維持していた。しかし、2011年に資金調達力や指導力の不足が共和党内から指摘され、スティールは再選を断念した。その為、次期共和党全国委員会の委員会に委員会投票で97票を獲得したプリーバスが選出される事となった。
2016年11月13日、プリーバスは2016年アメリカ合衆国大統領選挙で当選したドナルド・トランプから、新政権の大統領首席補佐官に指名された。2017年1月20日、大統領首席補佐官に就任した。ホワイトハウス内でプリーバスが唯一の非難の標的になっていると2017年3月5日に報道されている。2017年7月28日、トランプ大統領はプリーバスを更迭し、後任にケリー国土安全保障省長官を起用したと発表した。
補佐官退任後の2017年10月25日、マイケル・ベスト&フリードリッヒ LLP法律事務所に復帰したことをツイッターで公表。

## 人物
保守的で妊娠中絶や同性結婚に反対である。
彼が尊敬する政治上の人物はロナルド・レーガンとエイブラハム・リンカーンの両大統領で共に英雄視している。なおレーガン元大統領の養子で保守系のラジオ番組のDJでもあるマイケル・レーガンは共和党全国委員会に選ばれたプリーバスに対する支持を表明した。また草の根保守運動のティーパーティー運動が正しいと信じている。
ワシントンポスト紙で作家のジェニファー・ルービンは、ラインスは人物が小さく、印象が薄いと評した。